# Nikola Stanković (calciatore 2003)
Nikola Stanković (in serbo Никола Станковић?; Vrnjačka Banja, 24 aprile 2003) è un calciatore serbo, centrocampista della Stella Rossa.

## Carriera

### Club
Stanković è cresciuto nel settore giovanile della Stella Rossa. Nell'ottobre 2020 è stato prestato per due mesi al Grafičar Belgrado con cui ha debuttato nel calcio professionistico il 12 ottobre 2020 nell'incontro di Prva Liga Srbija pareggiato per 0-0 contro il Kolubara. Ha segnato il suo primo gol nove giorni dopo in Kup Srbije contro il Voždovac. Il prestito è stato rinnovato anche a febbraio ed in seguito anche per la prima metà della stagione successiva.
Tornato alla Stella Rossa nel gennaio 2022, il 12 febbraio ha esordito con il club biancorosso nell'incontro di Superliga vinto per 3-0 contro il Čukarički e l'11 maggio ha realizzato una doppietta nella convincente vittoria per 8-0 sul Novi Pazar nella coppa nazionale. Al termine della stagione ha prolungato il contratto fino al 2025.
Nel gennaio del 2023 è stato prestato al Napredak Kruševac per giocare con maggior continuità. Tuttavia nel mercato estivo seguente è stato acquistato a titolo definitivo dal Čukarički.

### Nazionale
Ha giocato nelle nazionali giovanili serbe Under-16, Under-17, Under-19 ed Under-21.

## Statistiche

### Presenze e reti nei club
Statistiche aggiornate al 6 dicembre 2023.
| Stagione        | Squadra           | Campionato      | Campionato | Campionato | Coppe nazionali | Coppe nazionali | Coppe nazionali | Coppe continentali | Coppe continentali | Coppe continentali | Altre coppe | Altre coppe | Altre coppe | Totale | Totale | Totale |
| Stagione        | Squadra           | Comp            | Pres       | Reti       | Comp            | Pres            | Reti            | Comp               | Pres               | Reti               | Comp        | Pres        | Reti        | Pres   | Reti   |        |
| --------------- | ----------------- | --------------- | ---------- | ---------- | --------------- | --------------- | --------------- | ------------------ | ------------------ | ------------------ | ----------- | ----------- | ----------- | ------ | ------ | ------ |
| 2020-2021       | Grafičar Belgrado | 1L              | 22         | 0          | CS              | 1               | 1               |                    | -                  | -                  |             | -           | -           | 24     | 1      |        |
| 2021-gen. 2022  | Grafičar Belgrado | 1L              | 12         | 1          | CS              | 0               | 0               |                    | -                  | -                  |             | -           | -           | 12     | 1      |        |
| gen.-giu. 2022  | Stella Rossa      | SL              | 6          | 0          | CS              | 1               | 2               | UEL                | 0                  | 0                  |             | -           | -           | 7      | 2      |        |
| 2022-gen. 2023  | Stella Rossa      | SL              | 6          | 0          | CS              | 0               | 0               | UCL+UEL            | 0                  | 0                  |             | -           | -           | 6      | 0      |        |
| gen.-giu. 2023  | Napredak Kruševac | SL              | 15         | 0          | CS              | 1               | 0               |                    | -                  | -                  |             | -           | -           | 16     | 0      |        |
| 2023-2024       | Čukarički         | SL              | 9          | 1          | CS              | 2               | 0               | UEL+UECL           | 2+5                | 0                  |             | -           | -           | 18     | 1      |        |
| Totale carriera | Totale carriera   | Totale carriera | 70         | 2          |                 | 5               | 3               |                    | 7                  | 0                  |             | -           | -           | 82     | 5      |        |

## Palmarès

### Club

#### Competizioni nazionali
- Campionato serbo: 1

Stella Rossa: 2020-2021
- Coppa di Serbia: 1

Stella Rossa: 2021-2022